# Karl-Heinz Klare

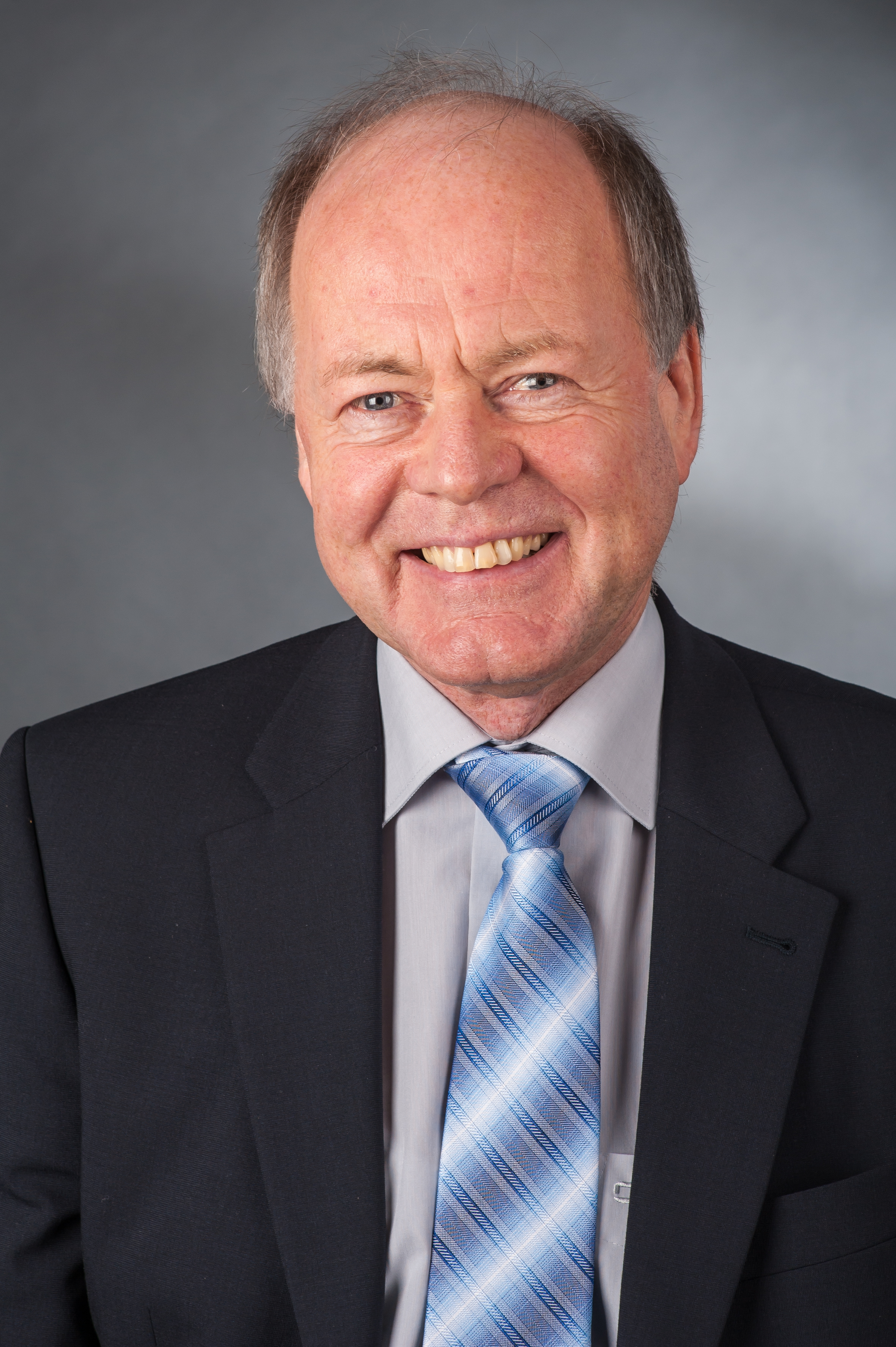
Karl-Heinz Klare

Karl-Heinz Klare (* 7. Juli 1948 in Mellinghausen) ist ein deutscher Politiker (CDU). Von 2013 bis 2017 war er Vizepräsident des Niedersächsischen Landtages. Er ist verheiratet und hat vier Kinder.

## Leben
Karl-Heinz Klare ist ein Sohn des Landwirtschaftsmeisters und CDU-Politikers Karl Klare. Nach dem Realschulabschluss in Sulingen machte er eine Lehre als Bankkaufmann in Borstel. Nach anschließendem Wehrdienst erlangte er über den zweiten Bildungsweg die Hochschulreife im Ludwig-Windthorst-Haus in Lingen (Ems) und studierte an der Pädagogischen Hochschule Westfalen-Lippe in Münster. Danach war er als Lehrer der Jahnschule in Diepholz und als Rektor der Hauptschule Süd in Delmenhorst tätig. Bis zu seinem Einzug in den Landtag im Jahr 1986 war er Schulamtsdirektor in den Landkreisen Schaumburg und Osnabrück.

## Politik
1974 trat Klare in die CDU ein. 1977 wurde er Mitglied des Vorstandes, 1978 Vorsitzender des CDU-Kreisverbandes Diepholz. Außerdem wurde er 1978 Vorsitzender des CDU-Stadtverbandes Diepholz. Seit 1981 ist er Mitglied des Diepholzer Stadtrates und Beigeordneter. Seit 1986 gehört er dem Kreistag an. Von 1986 bis 2017 gehörte er dem Niedersächsischen Landtag an; er war direkt gewählter Abgeordneter des Wahlkreises Diepholz. Von 2003 bis 2013 war er stellvertretender Vorsitzender der CDU-Landtagsfraktion, von 2013 bis 2017 Landtagsvizepräsident. Bei der Landtagswahl 2017 trat er nicht wieder an.